# Diarthrophalliae
Sous-cohorte
Famille
Les Diarthrophalliae Trägårdh, 1946 sont une sous-cohorte d'acariens Mesostigmata. Elle ne contient qu'une superfamille, les Diarthrophalloidea et une famille, les Diarthrophallidae; soit 22 genres et près de 70 espèces.
Les Diarthrophalliae correspondent à l'ancien sous-ordre des Diarthrophallina.

## Classification
Diarthrophallidae Trägårdh, 1946 synonyme Passalobiinae Schuster & Summers, 1978
- Abrotarsala Schuster & Summers, 1978
- Acaridryas Schuster & Summers, 1978
- Atrema Schuster & Summers, 1978
- Boerihemia Haitlinger, 1995
- Brachytremella Trägårdh, 1946
- Brachytremelloides Womersley, 1961
- Diarthrophallus Trägårdh, 1946
- Eurysternodes Schuster & Summers, 1978
- Hyllosihemia Haitlinger, 1995
- Liranotus Schuster & Summers, 1978
- Lombardiniella Cooreman 1950
- Malasudis Schuster & Summers, 1978
- Minyplax Schuster & Summers, 1978
- Morvihemia Haitlinger, 1995
- Notoporus Schuster & Summers, 1978
- Paralana Schuster & Summers, 1978
- Passalana Womersley, 1961
- Passalobia Lombardini, 1926
- Passalobiella Schuster & Summers, 1978
- Polytrechna Schuster & Summers, 1978
- Tenuiplanta Schuster & Summers, 1978
- Troctognathus Schuster & Summers, 1978